# Альтроза
Альтро́за - моносахарид, состоящий из 6 атомов углерода, входит в группу альдогексоз. Имеет два изомера. D-изомер не встречается в природе, растворим в воде и нерастворим в метаноле. L-альтроза была выделена из бактерий Butyrivibrio fibrisolvens. Альтроза по своей структуре - кристаллическое вещество. Вследствие наличия альдегидной группы альтроза относится к восстанавливающим моносахаридам. Реагирует с Фелинговой жидкостью, реактивом Толленса, а также участвует в реакциях Фелинга.
Альтроза является эпимером маннозы в положении - C-3 (т.е. имеет точно такую же пространственную конфигурацию, как у маннозы, за исключением заместителей углерода в положении C-3). Конформационное кольцо α-альтропиранозида является гибким, по сравнению с другими альдогексопиранозидами. В водном растворе, из изомерных форм D-альтрозы, преобладающей является β-D-альтропираноза (40%).
| Изомеры D-альтрозы | Изомеры D-альтрозы | Изомеры D-альтрозы |
| Линейная форма     | Проекция Хеуорса   | Проекция Хеуорса   |
| ------------------ | ------------------ | ------------------ |
|                    | α-D-альтрофураноза | β-D-альтрофураноза |
| α-D-альтропираноза | β-D-альтропираноза |                    |

α-D-альтрофураноза - (2R,3S,4R,5R)-5-[(R)-1,2-дигидроксиэтил)]-оксолан-2,3,4-триол

α-L-альтрофураноза - (2S,3R,4S,5S)-5-[(S)-1,2-дигидроксиэтил)]-оксолан-2,3,4-триол

β-D-альтрофураноза - (2S,3S,4R,5R)-5-[(R)-1,2-дигидроксиэтил)]-оксолан-2,3,4-триол

β-L-альтрофураноза - (2R,3R,4S,5S)-5-[(S)-1,2-дигидроксиэтил)]-оксолан-2,3,4-триол

α-D-альтропираноза - (2R,3S,4R,5R,6R)-6-(гидроксиметил)-оксан-2,3,4,5-тетраол

α-L-альтропираноза - (2S,3R,4S,5S,6S)-6-(гидроксиметил)-оксан-2,3,4,5-тетраол

β-D-альтропираноза - (2S,3S,4R,5R,6R)-6-(гидроксиметил)-оксан-2,3,4,5-тетраол

β-L-альтропираноза - (2R,3R,4S,5S,6S)-6-(гидроксиметил)-оксан-2,3,4,5-тетраол